# Ngozi Okonjo-Iweala

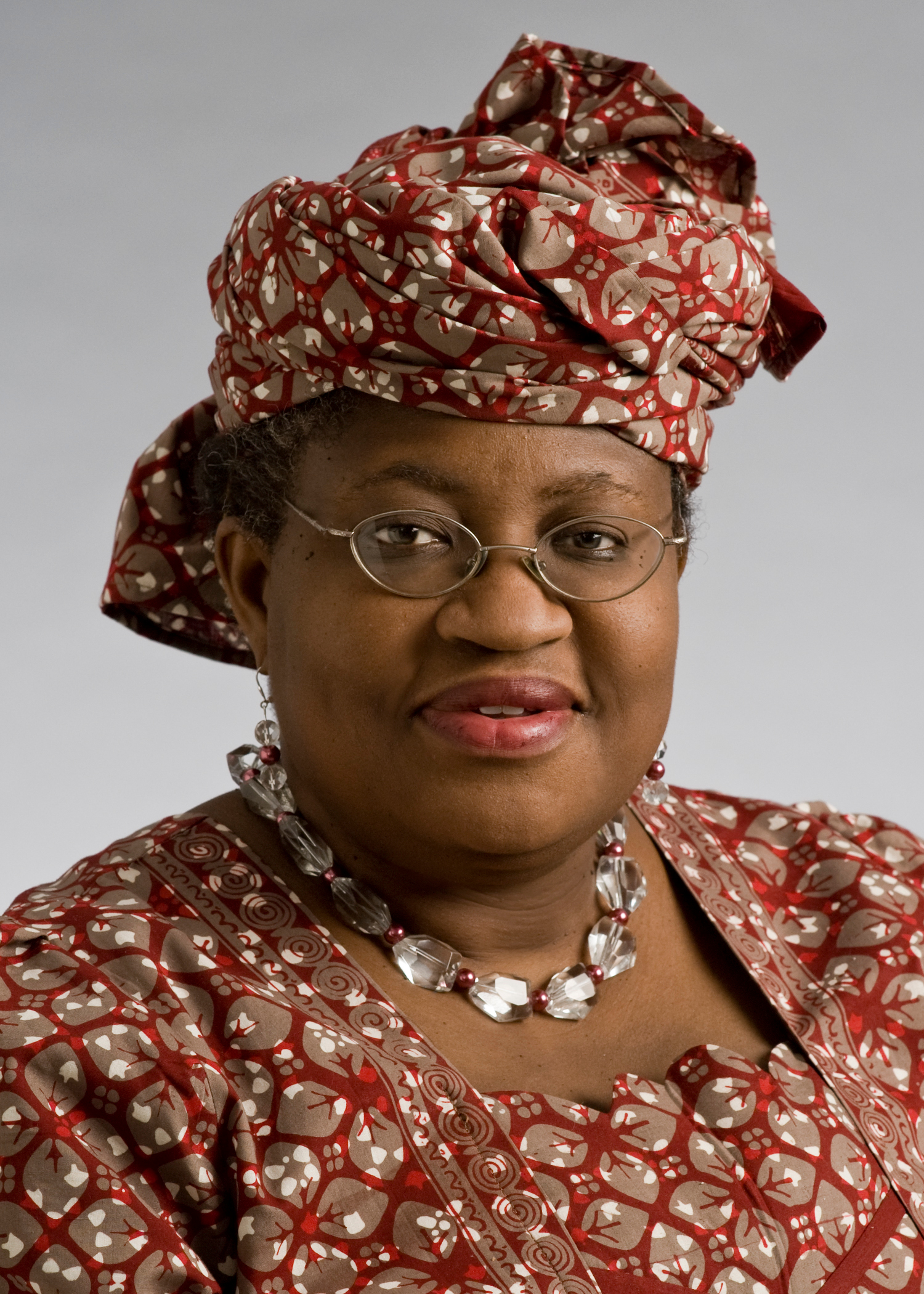
Okonjo-Iweala im Jahr 2008

Ngozi Okonjo-Iweala (* 13. Juni 1954 in Ogwashi Ukwu, Bundesstaat Delta, Nigeria) ist eine nigerianische Politikerin. Seit dem 1. März 2021 ist sie Generaldirektorin der Welthandelsorganisation (WTO). Seit 2015 ist sie zudem Vorstandsvorsitzende der Impfallianz Gavi. Von 2003 bis 2006 war sie nigerianische Finanz- und Wirtschaftsministerin, von Juni bis August 2006 Außenministerin und von 2011 bis 2015 abermals Finanzministerin des Landes.

## Werdegang
Beide Eltern von Ngozi Okonjo-Iweala waren Professoren. Ihre Familie gehört zur Bevölkerungsgruppe der Igbo. Okonjo-Iweala, die seit 2019 auch die US-amerikanische Staatsbürgerschaft besitzt, studierte an der Harvard University (Abschluss 1977 magna cum laude) und am Massachusetts Institute of Technology. Vor ihrer Tätigkeit als Ministerin war Okonjo-Iweala 21 Jahre als Entwicklungsökonomin bei der Weltbank tätig. Dort war sie bis zur Vizepräsidentin und Corporate Secretary aufgestiegen.
Im Juli 2003 wurde sie von Präsident Olusegun Obasanjo in das Amt der nigerianischen Finanz- und Wirtschaftsministerin berufen. Diese Tätigkeit übte sie bis Juni 2006 aus. Danach wechselte Okonjo-Iweala für zwei Monate in das Amt der Außenministerin.
Am 4. Oktober 2007 gab der Präsident der Weltbank, Robert Zoellick, bekannt, dass Okonjo-Iweala ab dem 1. Dezember 2007 als Managing Director wieder für die Weltbank arbeiten werde.
2011 wurde sie erneut nigerianische Finanzministerin im Kabinett von Präsident Goodluck Jonathan. Kurz nach ihrer Vereidigung veröffentlichte WikiLeaks Berichte, nach denen sie 2004 einem Bruder namens Jon-Jon einen Vertrag über 50 Millionen US-Dollar widerrechtlich zukommen gelassen hätte. Okonjo-Iweala wies die Vorwürfe zurück und bestreitet die Existenz eines Bruders namens Jon-Jon.
Im März 2012 wurde bekannt, dass Okonjo-Iweala sich um die Nachfolge des scheidenden Weltbank-Präsidenten Robert Zoellick beworben hatte. Sie konnte sich jedoch nicht gegen den favorisierten US-amerikanischen Gesundheitsexperten Jim Yong Kim durchsetzen (der ehemalige kolumbianische Finanzminister José Antonio Ocampo hatte seine Kandidatur kurz vor der Entscheidung des Weltbank-Exekutivrats zurückgezogen).

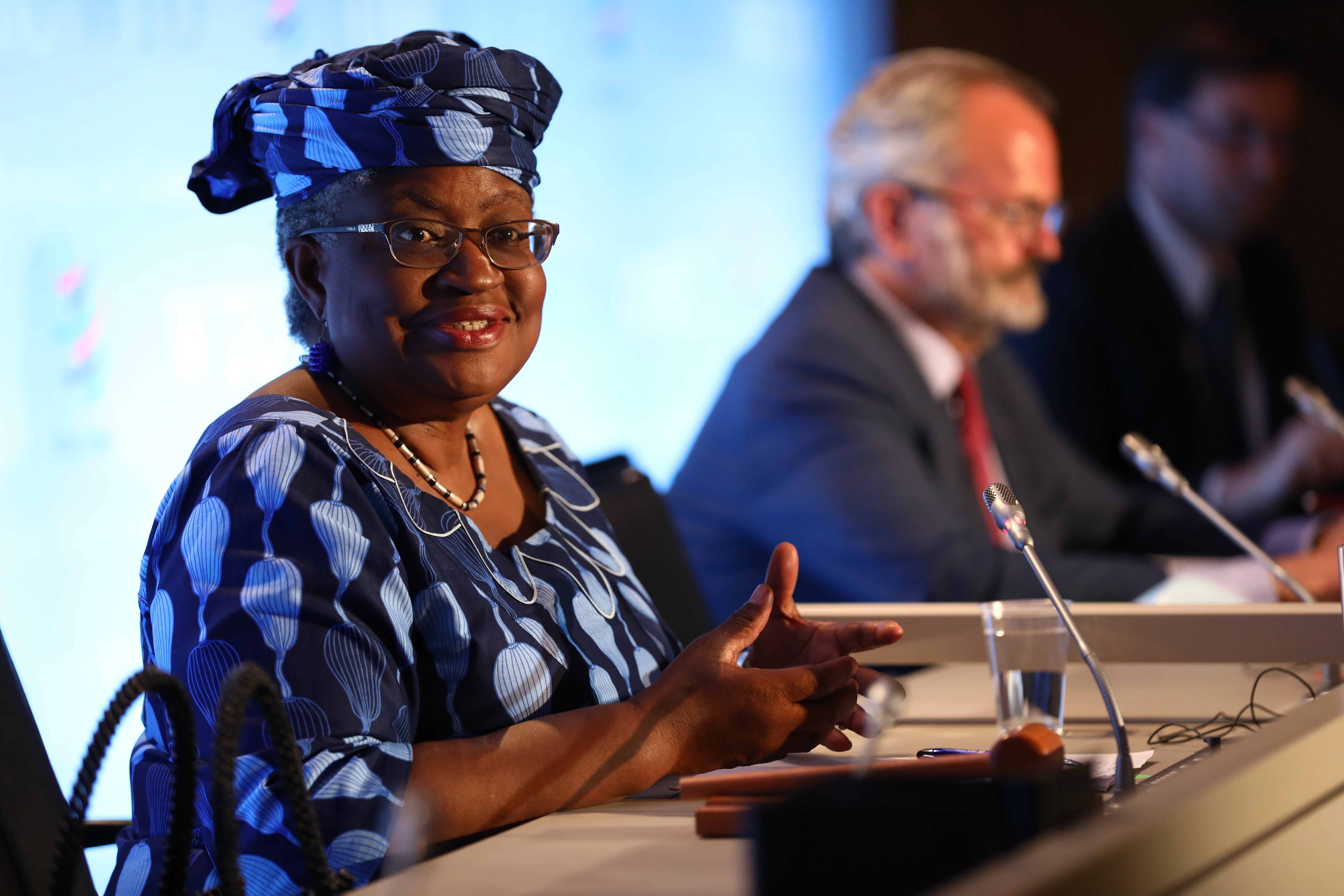
Ngozi Okonjo-Iweala auf einer Pressekonferenz zum Auswahlverfahren der WTO-Generaldirektorin (2020)

Im Dezember 2012 versuchten Kidnapper ihrer damals 83-jährigen Mutter, sie zum Rücktritt zu zwingen.
Okonjo-Iweala gilt als erfahrene Verhandlerin. Anfang 2021 setzte sie sich als Nachfolgerin Roberto Azevêdos gegen die einzige noch verbliebene Mitbewerberin Yoo Myung-hee für den Posten als Generaldirektorin der Welthandelsorganisation durch. Yoo war noch von US-Präsident Donald Trump unterstützt worden, jedoch schwenkten die Vereinigten Staaten unter dem neuen US-Präsidenten Joe Biden auf Okonjo-Iweala um, die bereits von allen anderen WTO-Mitgliedsstaaten unterstützt worden war. Yoo zog daraufhin ihre Kandidatur zurück.
Okonjo-Iweala wurde am 15. Februar 2021 als einzige verbliebene Kandidatin einstimmig von den WTO-Botschaftern aller Mitgliedsstaaten zur neuen Generaldirektorin gewählt. Sie hat diesen Posten in Zeiten einer schweren inneren Krise der WTO übernommen, die durch Differenzen zwischen den Vereinigten Staaten, China und der Europäischen Union ausgelöst worden war. Sie wählte im Mai 2021 zu ihren stellvertretenden Generaldirektoren Angela Ellard, Anabel González, Jean-Marie Paugam und Xiangchen Zhang.
Anfang 2021 wurde Okonjo-Iweala durch die G20 in das High Level Independent Panel (HLIP) zur Finanzierung globaler Gemeinschaftsaufgaben bei der Vorbereitung auf und die Bekämpfung von Pandemien an der Seite von Tharman Shanmugaratnam, Rebeca Grynspan und Lawrence Summers berufen.
Im Juni 2022 leitete sie die 12. Ministerkonferenz der Welthandelsorganisation, die zum ersten Mal seit 2013 ein neues Abkommen, nämlich zu Fischereisubventionen, zustande brachte. Sie wurde 2024 für eine zweite Amtszeit als Generaldirektorin nominiert und ist nach Ablauf der Nominierungsfrist am 8. November 2024 die einzige Kandidatin.

## Persönliches
Okonjo-Iweala ist verheiratet und hat vier Kinder. Eines ihrer Kinder ist der Autor Uzodinma Iweala. Seit 2019 besitzt sie auch die Staatsbürgerschaft der Vereinigten Staaten.

## Auszeichnungen
- 2004: „Heldin des Jahres“ – Time Magazine
- 2005: „Finance Minister of the year“ – Euromoney Magazine
- 2006: Ehrendoktorwürde der Brown University
- 2019: Mitglied der American Academy of Arts and Sciences
- 2020: eine der 50 mächtigsten Frauen Afrikas – Forbes[15]
- 2023: Weltwirtschaftlicher Preis